# Jan Marcinkiewicz (ur. 1948)
Jan Marcinkiewicz (ur. 8 maja 1948 w Opolu) – polski szachista, arcymistrz w grze korespondencyjnej, pedagog.

## Życiorys
W 1966 ukończył I LO im. Asnyka w Kaliszu. Studiował historię na Uniwersytecie Wrocławskim. Zdobył wówczas tytuł kandydata na mistrza krajowego w grze bezpośredniej, grając w I-ligowym "Hetmanie" Wrocław. Tytuł arcymistrza w grze korespondencyjnej otrzymał na kongresie Międzynarodowej Federacji Szachowej Gry Korespondencyjnej w Dreźnie w 2006 r. za IV miejsce w 3/4 20. Korespondencyjnych Mistrzostw Świata 2001-2004 oraz podzielenie II-IV miejsca w turnieju kandydatów 24. Korespondencyjnych Mistrzostw Świata 2004-2007, co dało mu awans do Finału 23. Korespondencyjnych Mistrzostw Świata, w którym zajął VI miejsce.
W latach 1972–2009 (z przerwami) był nauczycielem historii i wos w swoim macierzystym I LO im. Asnyka w Kaliszu.